# Borsch (Geisa)

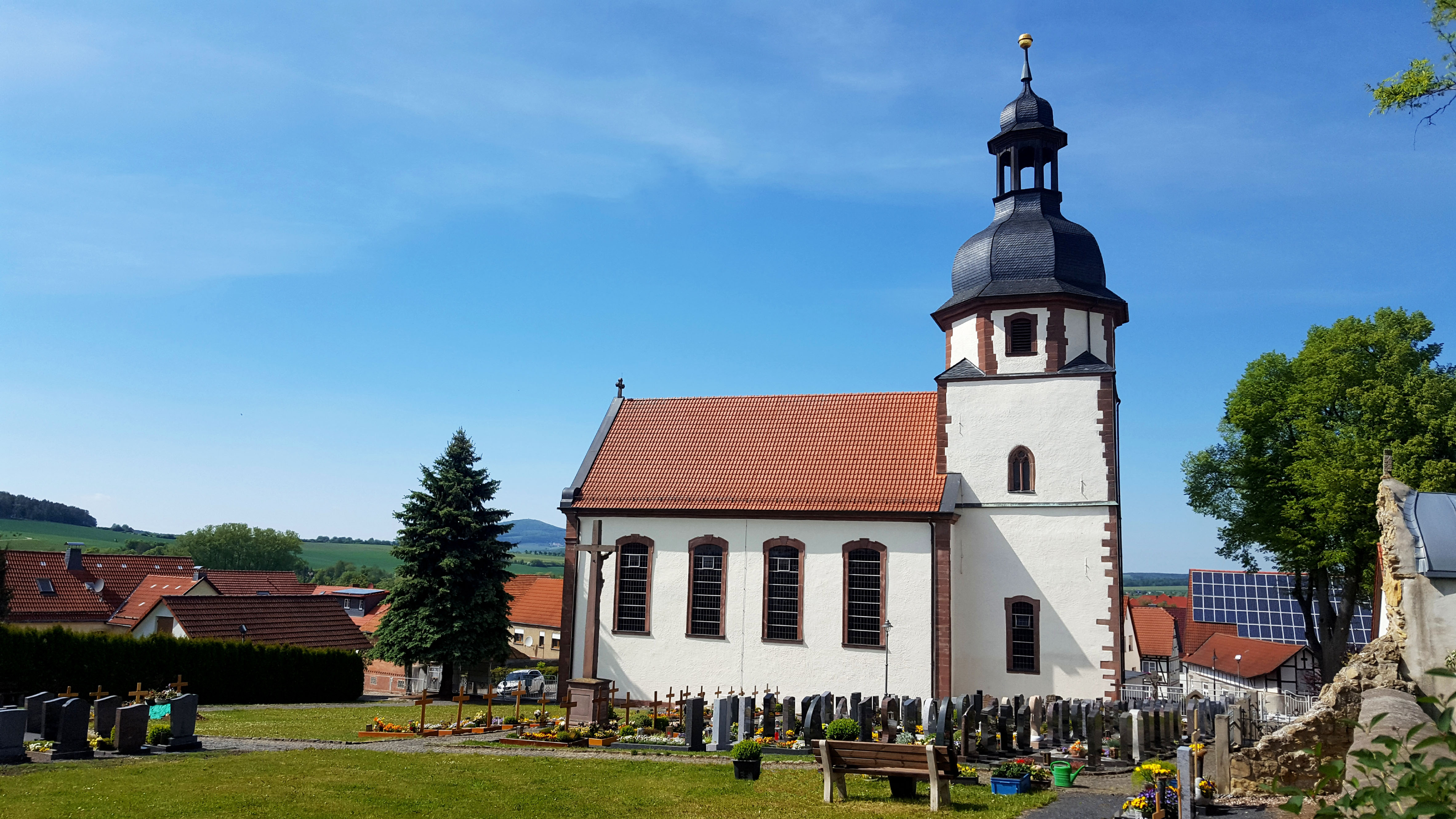
Katholische Kirche St. Maria Magdalena

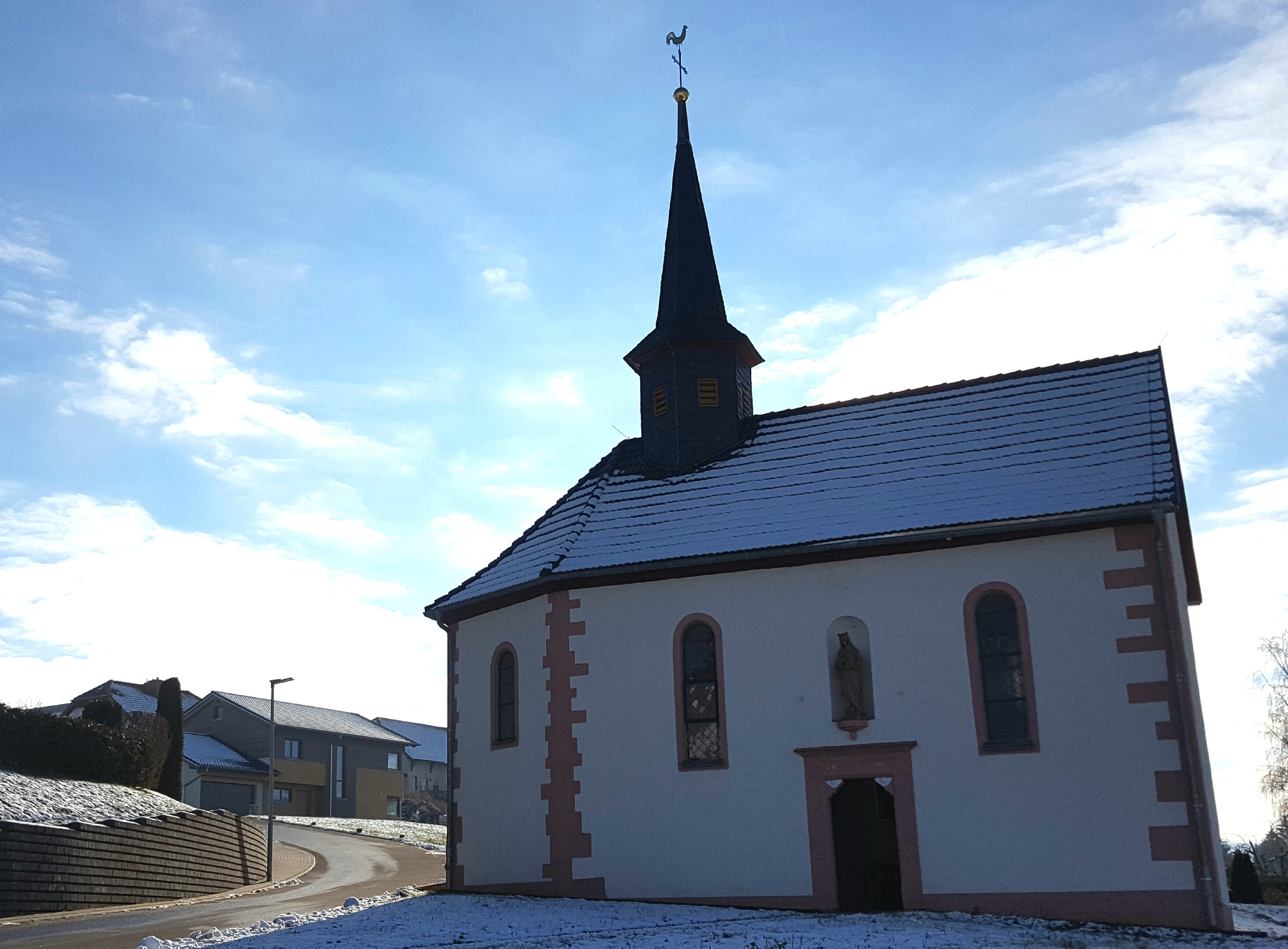
Kapelle Maria Heimsuchung (im Ort genannt: "Kleine Kirche"), Borsch

Borsch ist ein Ortsteil der Stadt Geisa im Wartburgkreis in Thüringen.

## Geografie
Borsch liegt an der hessisch-thüringischen Landesgrenze, etwa 20 Kilometer (Luftlinie) westsüdwestlich der Kreisstadt Bad Salzungen, in der Thüringischen Rhön, im Ulstertal. Zum Ort Borsch gehört der Ortsteil Lützenbachshof.

## Geschichte
Mit der Borscher Schnabelkanne – einem bedeutenden Bodenfund vom Flurstück „Borscher Aue“ kann die Besiedlung des Ortes weit vor Christi Geburt belegt werden. Erstmals taucht Borsch am 27. März 815 in der Schreibweise „Borseo“ in einer Urkunde auf, Kaiser Ludwig der Fromme vermachte den Ort (Villa Borsaha) dem Benedektinerkloster Fulda als Schenkung. Die erste, noch als gotische Kapelle erbaute Kirche wurde teilweise zerstört, der Turm blieb erhalten.
Im Türkensteuerregister der Fürstabtei Fulda aus 1605 ist der Ort unter Namen Borscha mit 138 Familien erwähnt.
Nach dem Dreißigjährigen Krieg wurde das beschädigte Bauwerk noch benutzt, 1692 erfolgte ein Umbau zur Saalkirche. In den 1730er Jahren wurde ein Neubau beraten. Der Bau begann um 1740 und wurde vom Fuldaer Fürstabt Adolf von Dalberg als Maria-Magdalenenkirche geweiht. Im Jahr 1691 entstand die Andachtskapelle Maria  Heimsuchung am Ortsrand, deren Errichtung nach der Sage auf die Stiftung eines Ortsadeligen aus dem Geschlecht der Boyneburger zurückgeht, dessen Tochter an dieser Stelle vom Blitz erschlagen worden sein soll.
Der berühmteste Sohn des Dorfes ist Johannes Koch, der zur Zeit der Französischen Revolution Professor für Metaphysik und Direktor der Ruprecht-Karls-Universität in Heidelberg wurde.
Im Jahr 1955 lebten im Ort 1079 Einwohner.
Kurz nach dem Ersten Weltkrieg wurde die stillgelegte Gießerei der Gebr. Abel von der Fuldaer Firma Klein & Stiefel abgebaut und in Fulda wieder aufgebaut.
Borsch feierte in einer Festwoche vom 27. Juli bis 2. August 2015 die erste urkundliche Erwähnung vor 1200 Jahren.
664 betrug die Einwohnerzahl am 1. Januar 2022.

## Politik

### Beitritt zur Einheitsgemeinde Geisa
Borsch schloss sich am 8. März 1994 durch gemeinsamen Vertrag mit den Orten Bremen, Geisa (mit Wiesenfeld) und Otzbach (mit Geblar) zur neuen Einheitsgemeinde Geisa zusammen und verlor damit die politische Selbstständigkeit.
In Borsch gibt es einen von der katholischen Pfarrgemeinde eingerichteten Kindergarten und einen Saal der Pfarrgemeinde als öffentliche Gebäude.

### Wappen
Blasonierung: „Gespalten; vorn in Rot eine silberne Butte mit goldenen Riemen; hinten von Silber und Schwarz geviert.“ Das Wappen wurde am 14. Januar 1994 genehmigt. Es symbolisiert zwei einflussreiche Adelsgeschlechter der Rhön im Wappen. Die silberne Butte in Rot ist das Wappen derer von Buttlar und kann auch als Hinweis auf den Einfluss des Fürstbistums Fulda verstanden werden. Constantin von Buttlar war von 1714 bis 1726 Fürstabt in Fulda. Ein schwarz-silbern gevierter Wappenschild ist das Symbol derer von Boyneburg. Die Gemeinde führt die Motive ihres Wappens seit Beginn dieses Jahrhunderts im Ortssiegel. Das Wappen wurde vom Heraldiker Uwe Reipert gestaltet.

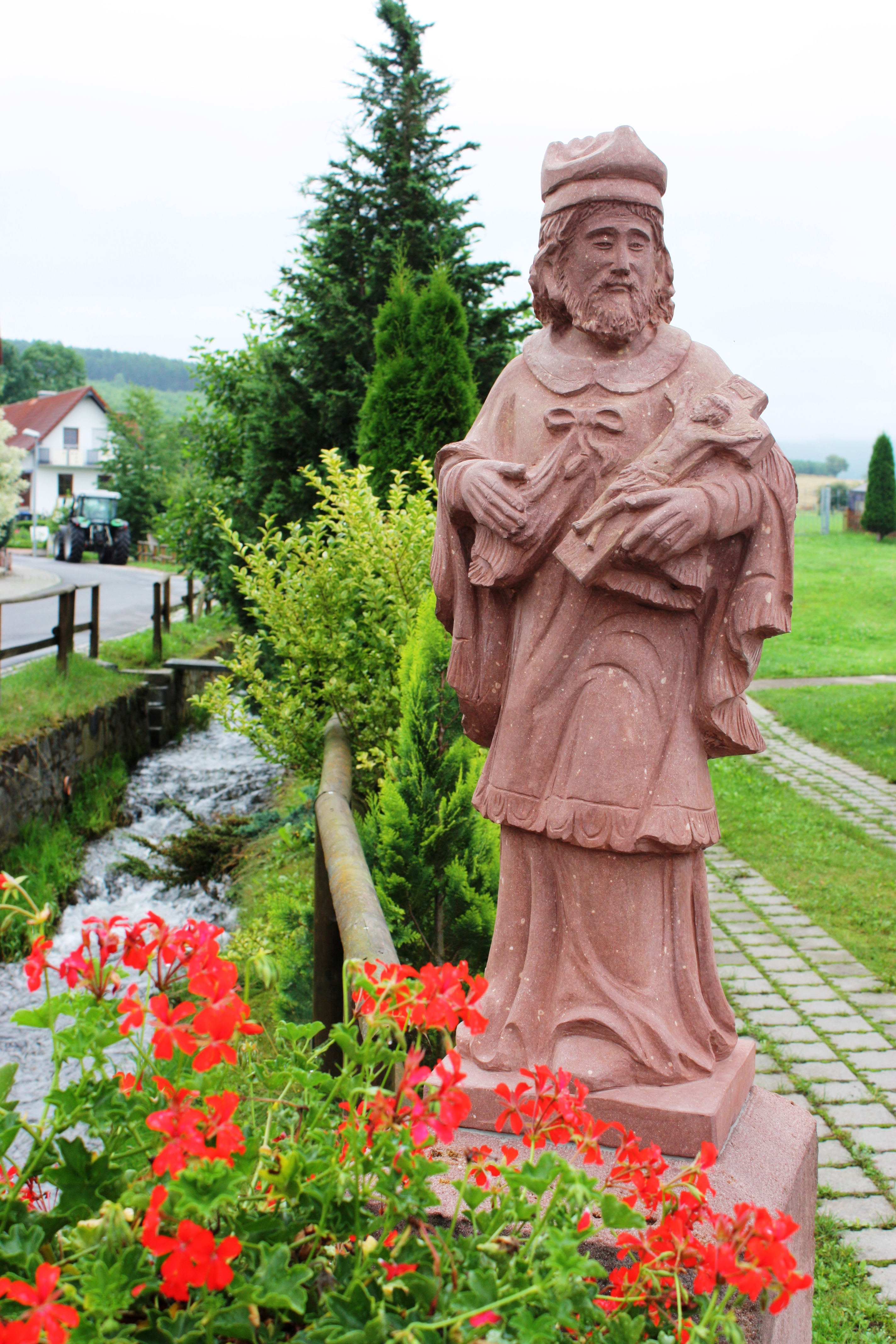
Heiliger Nepomuk, Am Dorfbach in Borsch

## Kultur und Sehenswürdigkeiten

### Baudenkmale
- Fachwerkhäuser prägen das Ortsbild.
- Bildstöcke und Wegkreuze zeugen vom christlich geprägten Glauben.
- Die katholische Pfarrkirche St. Maria-Magdalena wurde 1738 vom italienischen Baumeister Andrea Gallasini errichtet. Borschs Dorfkirche ist neben einer Reihe weiterer Barockkirchen der Rhön ein Zeuge der starken Aktivität Fuldischer Kirchenfürsten in jener Zeit. An der Westseite der Kirche verweist ein Wappenstein auf den Bauherrn – Fürstabt Adolf von Dalberg.[6]
- Die Kapelle Maria Heimsuchung befindet sich am Ortsrand, die festliche Einweihung nahm Fürstabt Placidus von Droste im Jahr 1695 vor.[6]

### Naturschutzgebiete und -denkmale
Das Naturschutzgebiet Auewäldchen liegt etwa einen Kilometer nördlich der Ortslage in Richtung der Nachbargemeinde Buttlar und hat eine Gesamtfläche von 27 Hektar, es wurde am 11. September 1967 ausgewiesen.
Die zwei Linden am Stehberg wurden 1994 als Naturdenkmal ausgewiesen.

### Sport
Überregional bekannt ist der Fußballverein des Ortes, der SV Borsch 1925, welcher von 2008 bis 2012 in der Thüringenliga spielte. Seit der Saison 2012/13 spielt man in der Landesklasse Süd und verpasste den direkten Wiederaufstieg nur knapp. Aber bereits in der darauffolgenden Saison gelang dem SV Borsch mit einem souveränen 1. Platz der Wiederaufstieg in Thüringens Oberhaus. Die Heimspiele werden im Sportpark „An der Ulster“ ausgetragen.

### Blaskapelle / Musikverein
Im Oktober 1980 gründeten sieben Musiker der Gemeinde einen Musikverein. Initiator der Gründung war der damalige katholische Ortspfarrer, Engelbert Dietrich. Im Laufe der folgenden Jahre konnten weitere aktive Musiker aus den benachbarten Gemeinden im thüringischen Ulstertal wie Motzlar, Schleid, Geisa, Buttlar und Wenigentaft hinzugewonnen werden. Es war der Grundstein für die Blaskapelle aus Borsch in der Rhön gelegt, die fortan unter dem Namen „Ulstertaler Musikanten“ aktiv musizierte. Mit anfänglichem Schwerpunkt auf dem Gebiet der Kirchenmusik wurde nach und nach das Repertoire stetig erweitert. Neben der regelmäßigen Probearbeit gab es in der Vergangenheit Auftritte bei zahlreichen Musikwettbewerben und Leistungsvergleichen, Kirchenkonzerte, Prozessionen, Märsche und Umzüge.
Heute ist das Programm stark ausgerichtet auf volkstümliche Blasmusik sowie böhmische Polkas und Walzer.
Natürlich nehmen die Ulstertaler Musikanten immer auch gern Bezug auf ihre Heimat, die Rhön und lassen das regionale Liedgut nicht zu kurz kommen.

### Sonstige Vereine
Das kulturelle Leben der Gemeinde Borsch ist stark geprägt durch eine abwechslungsreiche Vielfalt. Hierbei sind neben dem bereits erwähnten Sportverein (SV Borsch 1925) und der örtlichen Blaskapelle (Ulstertaler Musikanten), der Männergesangsverein Concordia, der Landfrauenverein, der Geschichtsverein, der Backhausverein und die Freiwillige Feuerwehr zu nennen.

### Kirmes
Seit langer Tradition findet am ersten Wochenende im Oktober in Borsch die Kirmes (Kirchweih) statt. Die Jugendlichen der Gemeinde Borsch arrangieren sich jährlich zu einer Kirmesgesellschaft und bereiten jedes Jahr ein entsprechendes Fest unter Mitwirkung aller anderen Vereine. Traditionell führen ein echter Hammel (Schafsbock) sowie ein Hammelstreiber mit Metzger die Kirmespaare zum Kirmesumzug an.